# Ust-Ordyńsko-Buriacki Okręg Autonomiczny

Ust-Ordyńsko-Buriacki Okręg Autonomiczny z zaznaczoną stolicą

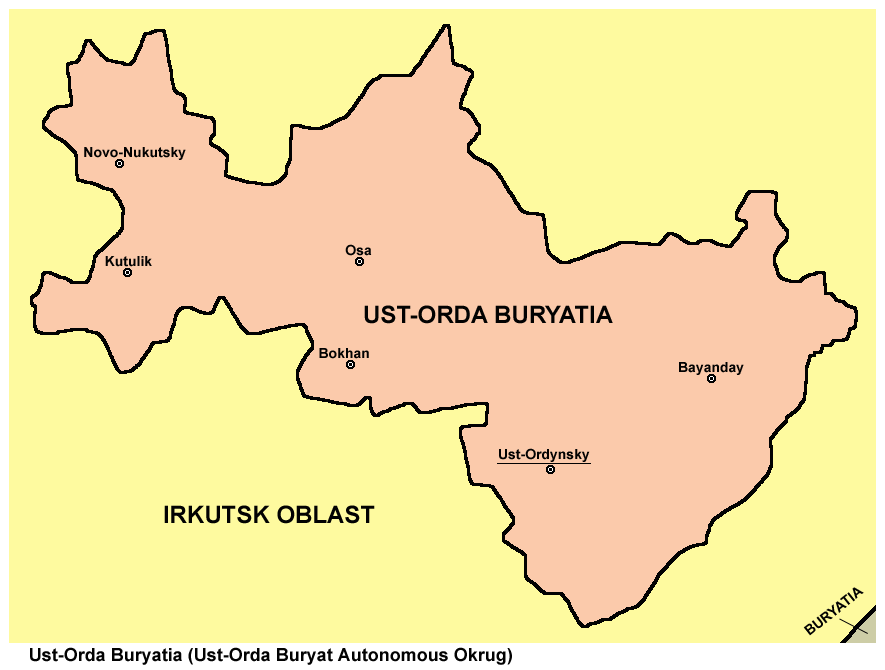

Ust-Ordyńsko-Buriacki Okręg Autonomiczny (ros. Усть-Ордынский Бурятский автономный округ, bur. Усть-Ордын Буряадай автономито округ) – do 31 grudnia 2007 jednostka terytorialna Federacji Rosyjskiej.

## Geografia
Ust-Ordyńsko-Buriacki Okręg Autonomiczny położony był w Azji.

## Historia
Okręg powstał 26 września 1937 jako Ust Ordyński Buriacko-Mongolski Okręg Narodowościowy (ros. Усть-Ордынский Бурят-Монгольский национальный округ) wchodzący w skład obwodu irkuckiego. W 1958 zmieniono jego nazwę na Ust-Ordyńsko-Buriacki Okręg Narodowościowy (ros. Усть-Ордынский Бурятский национальный округ), a w 1977, po przekształceniu wszystkich okręgów narodowościowych w ZSRR na okręgi autonomiczne, zmieniono jego nazwę na Ust-Ordyńsko-Buriacki Okręg Autonomiczny. Po rozpadzie ZSRR okręg stał się podmiotem Federacji Rosyjskiej.
W wyniku referendum przeprowadzonego 16 kwietnia 2006, 1 stycznia 2008 Ust-Ordyńsko-Buriacki Okręg Autonomiczny został włączony w skład obwodu irkuckiego jako Ust-Ordyński Okręg Buriacki.

## Tablice rejestracyjne
Tablice pojazdów zarejestrowanych w Ust-Ordyńsko-Buriackim Okręgu Autonomicznym mają oznaczenie 85 w prawym górnym rogu nad flagą Rosji i literami RUS.